# Барановичский завод станкопринадлежностей
ОАО «Барановичский завод станкопринадлежностей» (ОАО «БЗСП»; бел. Баранавіцкі завод станкапрыладаў) — белорусское предприятие по производству технологической оснастки для металлообрабатывающих станков, расположенное в городе Барановичи Брестской области.

## История
В 1946 году в Барановичах была основана артель «Красный металлист» (бел. Чырвоны металіст), которая специализировалась на ремонте велосипедов, примусов, часов, пишущих машинок и других изделий, а также производила электродвигатели и товары народного потребления. В 1955 году артель, которая ввела в эксплуатацию собственный литейный цех, была преобразована в Барановичский завод станкопринадлежностей. Необходимая документация была передана новому предприятию с Ленинградского завода станкопринадлежностей, где прошли обучение некоторые работники. В течение года завод освоил производство станочных тисков и поворотных столов. В 1955—1957 годах завод подчиняться Главному управлению станкостроения «Главстанкопром» Министерства станкостроительной и инструментальной промышленности СССР, в 1957—1965 годах — Управления машиностроения и станкостроения Совета народного хозяйства БССР. В связи с упразднением совнархозов в 1965 году завод был передан Главному управлению по производству технологической оснастки, слесарно-монтажного инструмента и напильников Министерства станкостроительной и инструментальной промышленности СССР. 20 апреля 1976 года завод вошёл в состав Всесоюзного производственного объединения по производству технологической оснастки и слесарно-монтажного оборудования, в 1985 году — в Белорусское инструментальное производственное объединение. В 1988—1991 годах завод находился в составе Московского станкостроительного производственного объединения «Красный пролетарий», в октябре 1991 года был передан Государственному комитету Республики Беларусь по промышленности и межотраслевым производствам (с 1994 года — Министерство промышленности Республики Беларусь). 17 мая 1994 года завод преобразован в открытое акционерное общество. В 1990-е годы в связи с падением потребностей в станочных принадлежностях завод освоил производство узлов и агрегатов для Минского тракторного завода, Минского автомобильного завода и Борисовского завода «Автогидроусилитель».
В мае 2023 года президент Украины Владимир Зеленский ввёл санкции против завода.

## Современное состояние
Завод производит токарные патроны, слесарные тиски, поворотные столы, пневмоцилиндры, резцедержатели, электромеханические головки для зажима инструмента, быстроразъёмные разрывные муфты. На заводе насчитывается 126 станков с ЧПУ, включая 24 обрабатывающих центра. На предприятии работает 380 сотрудников.
В 2018 году завод был выставлен на продажу.